# Spisovatel

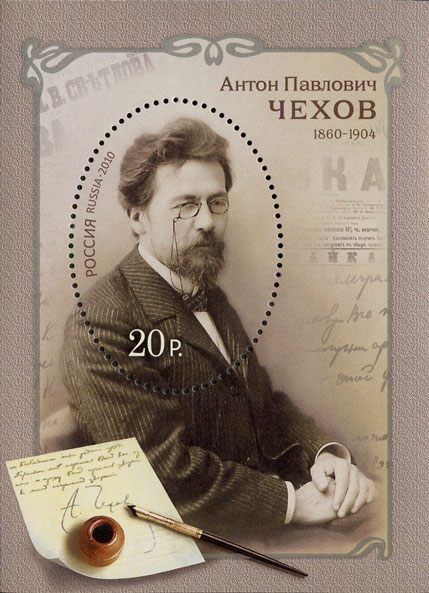
Ruský aršík s poštovní známkou s Antonem Pavlovičem Čechovem vydaný k výročí 150 let od jeho narození

Spisovatel či spisovatelka je osoba, která se zabývá tvorbou vlastních literárních textů. Každý spisovatel je zároveň autorem. Autor textu bývá označen za spisovatele jen u některých textů.
Podle zaměření může být spisovatel označen i jinak. Například romanopisec, dramatik nebo básník.

## Vzdělání
Neexistuje žádné přesně definované vzdělání, které by člověk musel absolvovat, aby se stal spisovatelkou či spisovatelem. Někteří píší jen tak, bez jakékoliv přípravy, jiní studují univerzitu nebo akademii, navštěvují kurzy tvůrčího psaní nebo o něm čtou knihy. Hlavním předpokladem pro to, aby se člověk stal spisovatelkou či spisovatelem, zvláště úspěšným, je především dobře zvládnuté řemeslo skrze úsilí a pevnou vůli.

## Historie
Zřejmě nejstarším spisovatelem byla žena: Enheduanna, která žila zhruba mezi lety 2285 až 2250 př. n. l. v Mezopotámii, tedy na území dnešního Iráku. Homéra by tak předběhla o více než tisíc let.